# Jano (Sängerin)
Jano (* 1996 in Gütersloh, bürgerlich Jeannette Loutfi) ist eine deutsch-libanesische Sängerin.

## Leben
Jano wurde in Gütersloh geboren und wuchs im Ortsteil Künsebeck in Halle (Westfalen) auf. Während ihrer Schulzeit spielte sie Handball bei der HSG Union 92 Halle und wurde mit der A-Jugend Kreismeister. Jano studiert Journalismus und Unternehmenskommunikation an der Hochschule für Medien, Kommunikation und Wirtschaft in Köln, wo sie auch lebt.
Sie schreibt aktuell (Januar 2018) ihre Bachelorarbeit.
Am 30. April 2014 gewann sie den lokalen Sing a Song-Wettbewerb von Radio Gütersloh, konnte jedoch nicht die Top 3 des Regionalfinales Ostwestfalen-Lippe erreichen. Im Frühjahr 2016 veröffentlichte sie zusammen mit Charming Horses ein Cover des Stücks Killing Me Softly with His Song von Lori Lieberman bzw. Roberta Flack. Der Song erreichte Platz 79 der polnischen Airplay-Charts.
Ende 2017 veröffentlichte Jano ihre selbstgeschriebene Single Like a Lion. Im Februar 2018 erschien ein Cover des Liedes How Will I Know von Whitney Houston, wieder gemeinsam mit Charming Horses.
Im Dezember 2021 war Jano als erster weiblicher Feature-Gast des Rappers Kollegah auf der über Alpha Music Empire veröffentlichten Single Allein zu hören.
Im Frühjahr 2022 erschienen die Singles Bisschen Energie, Mir ist alles egal und Schneeweiß über iGroove.

## Diskografie (Auswahl)
EPs
- 2022: Keiner redet

Singles
- 2016: Killing Me Softly with His Song (Charming Horses feat. Jano)
- 2016: Atme ein, atme aus
- 2017: Like a Lion
- 2018: How Will I Know (Charming Horses feat. Jano)
- 2022: Bisschen Energie
- 2022: Mir ist alles egal
- 2022: Schneeweiß
- 2022: Boss B*tch
- 2022: Monster
- 2023: Femme Fatale
- 2023: Marmorboden[10]
- 2024: Catwoman

Gastbeiträge
- 2021: Allein von Kollegah